# UPM-Kymmene

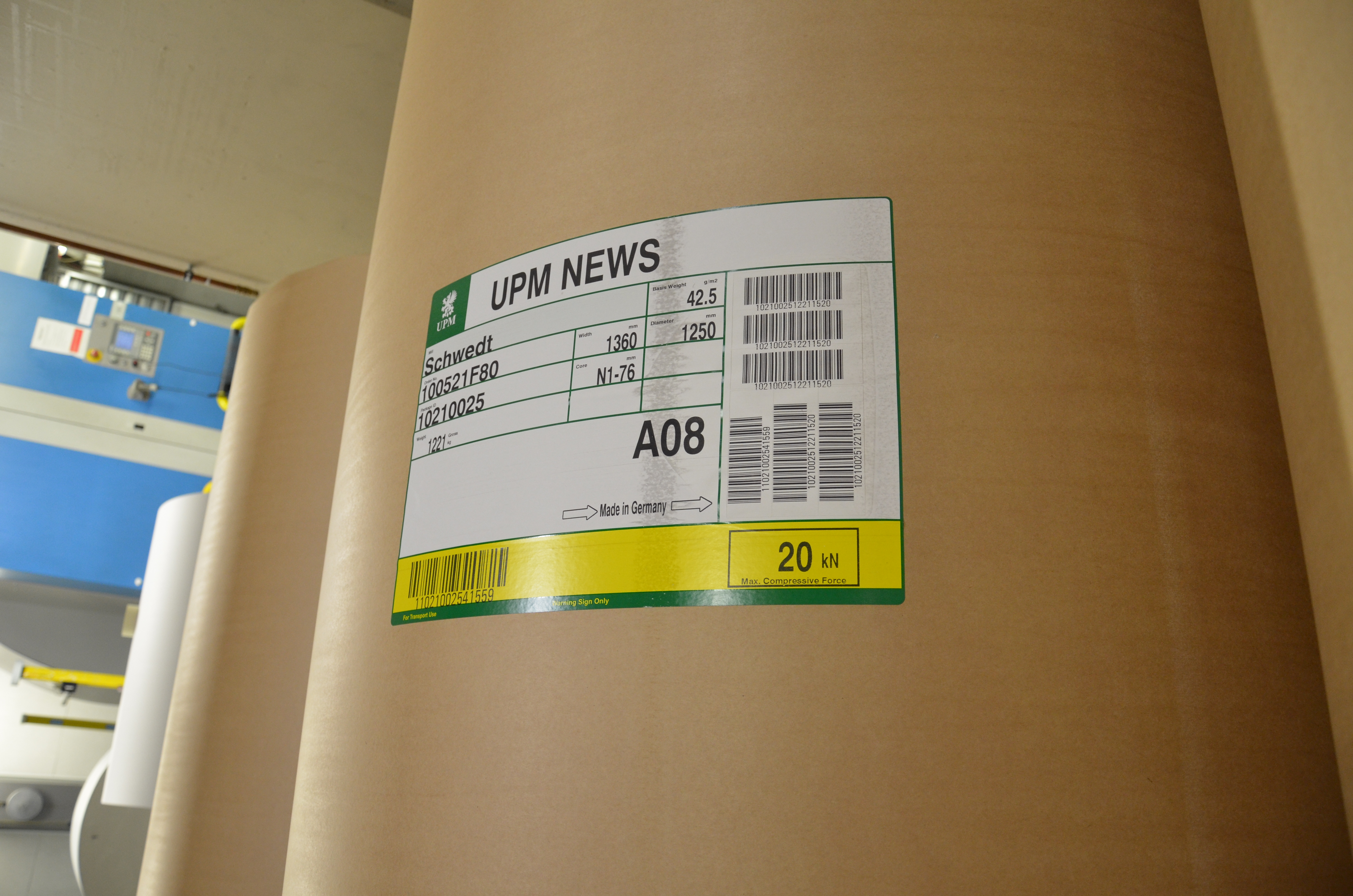
Eine Zeitungspapierrolle

UPM-Kymmene Oyj ist ein finnisches Unternehmen, das Papier, Zellstoff und Holzprodukte herstellt. Es entstand 1996 durch den Zusammenschluss der Unternehmen Kymmene Oy und Repola Oy und ist der größte Papierkonzern Europas.

## Geschichte in Deutschland und Österreich
Im Jahr 2001 übernahm UPM die Augsburger Papierfabrik Haindl. Seither waren dessen deutsche Standorte in Augsburg, Schongau und Schwedt/Oder und das österreichische Werk in Steyrermühl Mitglied im UPM-Konzern. Bereits seit 1967 ist Nordland Papier in Dörpen ein Bestandteil von UPM.
Am 21. Dezember 2010 teilte UPM den Kauf von Myllykoski Corporation und Rhein Papier GmbH mit. Die Europäische Kommission stimmte der Übernahme am 13. Juli 2011 ohne Auflagen zu.
Am 31. August 2011 gab UPM die Schließung der Werke Albbruck und Kouvola und die Stilllegung der Papiermaschine 3 in Ettringen bekannt. UPM stellte die Produktion grafischer Druckpapiere am Standort Albbruck (vormals Papierfabrik Albbruck des Unternehmens Myllykoski) im Januar 2012 endgültig ein und verkaufte die stillgelegte Papierfabrik an die Karl Unternehmensgruppe.
Am 17. Januar 2013 gab UPM die Stilllegung einer weiteren Papiermaschine in Ettringen bekannt.
Zum 1. Juli 2016 verkaufte UPM die Papierfabrik in Schwedt/Oder an die LEIPA Georg Leinfelder GmbH. Am 3. November 2016 gab UPM die Stilllegung einer Papiermaschine und die Entlassung von 150 Mitarbeitern im Werk Augsburg bekannt; zeitgleich dazu die Stilllegung einer Papiermaschine und die Entlassung von 125 Mitarbeitern im Werk Steyrermühl.

## Unternehmensstruktur

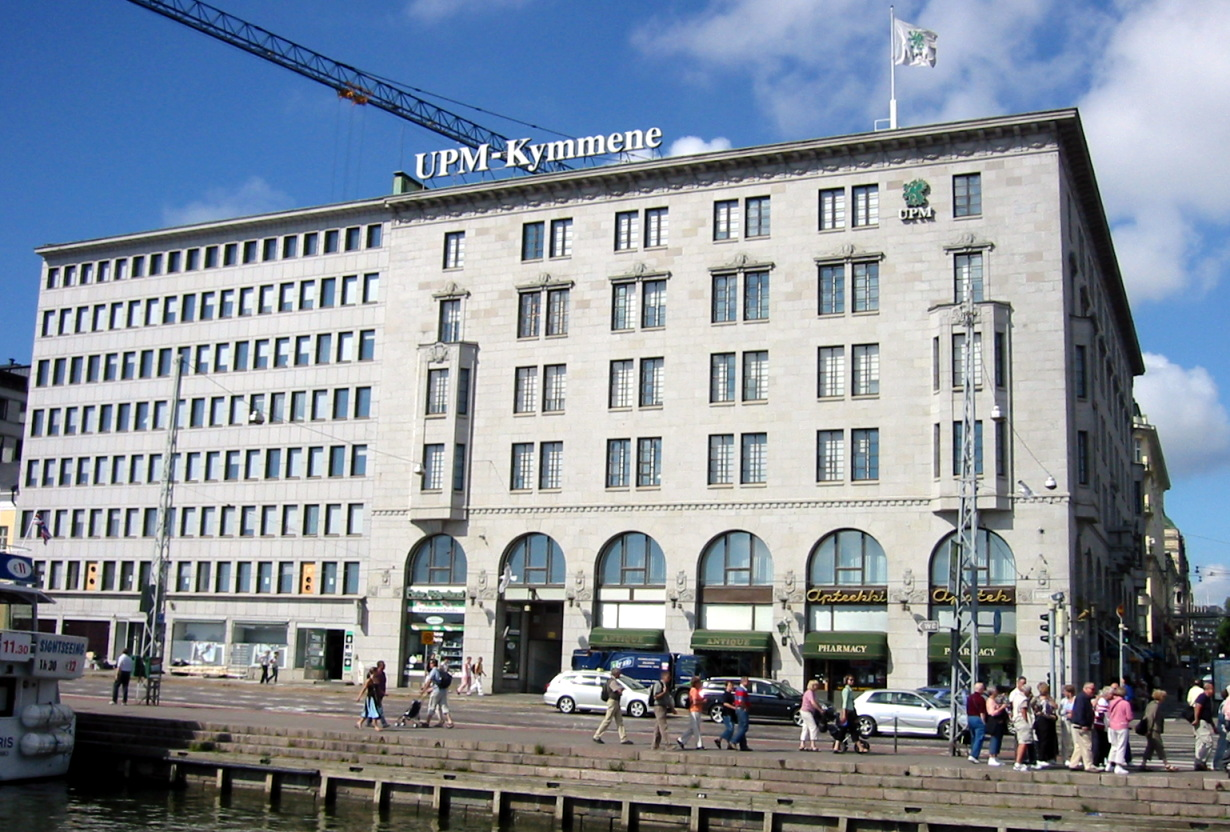
UPM in Helsinki

UPM zählt zu den weltweit führenden Forst- und Papierkonzernen. Der Firmensitz ist Helsinki, Finnland.  Die Geschäftstätigkeit des international tätigen Unternehmens konzentriert sich auf Magazin- und Zeitungsdruckpapiere, Fein- und Spezialpapiere, Veredelungs- und Holzprodukte. Ab Dezember 2008 wurde die Struktur des Unternehmens auf die drei Sparten „Energy and Pulp“, „Paper“ und „Engineered Materials“ reduziert. In die Verantwortung des Geschäftsbereichs „Energy and Pulp“ fallen Forstwirtschaft, Holzbeschaffung sowie das Nutzholz-Geschäft. Die Entwicklung und Herstellung von Biobrennstoffen ist ebenfalls Teil dieser Einheit. Der Bereich „Paper“ besteht aus dem Magazin-, Fein-, Spezial- und dem  Zeitungsdruckpapiergeschäft. Die Sparte „Engineered Materials“ besteht aus den Bereichen Etikettenmaterialien, Sperrholz, Holz-Kunststoff-Verbundmaterialien und RFID.
Die Aktien von UPM werden an der Wertpapierbörse in Helsinki notiert. Das Unternehmen betreibt Produktionsstätten in 10 Ländern. Laut Jahresbericht 2023 beschäftigt es 16.573 Mitarbeiter und verzeichnet einen Umsatz von rund 10 Mrd. Euro.

## Produktionsstandorte

### Deutschland
UPM betreibt in Deutschland sechs Produktionsstandorte für Papier.
- UPM Augsburg, Betreiber UPM GmbH, vormals Haindl Papier.
- UPM Ettringen, Betreiber Gebr. Lang GmbH Papierfabrik (Einstellung der Papierproduktion im März 2025 angekündigt).
- UPM Hürth, Betreiber Rhein Papier GmbH (Einstellung der Papierproduktion im August 2024).
- UPM Nordland Papier, Betreiber Nordland Papier GmbH.
- UPM Plattling, Betreiber Rhein Papier GmbH (Einstellung der Papierproduktion im November 2023, Werkschließung Ende 2023)[15].
- UPM Schongau, vormals Haindl Papier.

Eine Bioraffinerie in Leuna ist in Bau. Dort sollen ab 2024, 220.000 t/Jahr Chemikalien aus Buchenholz gewonnen werden.

### Österreich
- UPM Steyrermühl, vormals Haindl Papier (zum 1. Januar 2024: Heinzel Gruppe)[16]

### China
- UPM Changshu

### Finnland
- UPM Jämsä in Jämsänkoski
- UPM Kaukas in Lappeenranta
- UPM Kymi in Kuusankoski
- UPM Myllykoski bei Kouvola
- UPM Pietarsaari in Jakobstad: Die Zellstofffabrik wurde im Jahr 2012 an Billerud AB verkauft.
- UPM Rauma
- UPM Tervasaari in Valkeakoski: Die Papierfabrik wurde im Jahr 2012 an Billerud AB verkauft.

### Frankreich
Die Papierfabrik UPM Chapelle Darblay in Métropole Rouen Normandie war spezialisiert auf Papier, das aus Altpapier hergestellt wird und hat 2020 die Produktion eingestellt.
Die Papierfabrik UPM Stracel in Straßburg wurde 2013 durch die Blue Paper SAS übernommen, einem Gemeinschaftsunternehmen der Klingele Papierwerke und der belgischen VPK Packaging Group, die dort seit 2013 Wellpappenrohpapiere herstellen. Der Standort Docelles in Lothringen wurde im Januar 2014 geschlossen.

### Vereinigtes Königreich
- UPM Caledonian
- UPM Shotton

### Vereinigte Staaten
- UPM Blandin
- UPM Madison

### Uruguay
- UPM Fray Bentos: Zellstofffabrik mit einer Jahresproduktion von 1.100.000 Tonnen,
- UPM Paso de los Toros in Centenario: Zellstofffabrik mit einer Jahresproduktion von 2.000.000 Tonnen.

## Umwelt
Seit Ende 2009 strebt UPM als Bio- und Forstindustrieunternehmen eine neue Positionierung an. Die Produkte sollen aus erneuerbaren Rohstoffen hergestellt werden und wiederverwertbar sein. Deshalb bezeichnet sich das Unternehmen heute auch als „Biofore Company“. Der Begriff fasst die Wörter „Bio“ und „Forest“ (engl. für Wald) zusammen.
Das Unternehmen ist der weltweit größte Verarbeiter von Altpapier für die Herstellung grafischer Papiere
und setzt bei der Produktion auf ein ausgewogenes Verhältnis von Recyclingfasern und Holz aus nachhaltiger Waldbewirtschaftung. Letzteres wird dadurch sichergestellt, dass der größte Teil des verarbeiteten Holzes nach den internationalen Standards FSC oder PEFC zertifiziert ist. Darüber hinaus sollen Produktkettensysteme sicherstellen, dass das Holz aus legalen und nicht kontroversen Quellen stammt.
Alle Zellstoff- und Papierfabriken von Upm haben ein zertifiziertes Umweltmanagementsystem nach ISO 14001 und alle europäischen Standorte sowie UPMs Zellstofffabrik in Uruguay sind darüber hinaus EMAS-validiert. Bis auf ein Werk sind alle Sperrholzfabriken und Sägewerk nach ISO 14001 zertifiziert und das österreichische Sägewerk ist EMAS validiert. Ein großer Teil der Papierprodukte ist mit dem Umweltzeichen der Europäischen Union ausgezeichnet.
UPM erhielt 2010 den „Best Innovator“-Preis in der Kategorie „Nachhaltiges Innovationsmanagement“ für den Bodenbelag UPM ProFi Deck, einer Alternative für die Holzbohlen von Terrassen und Balkonen, bei der die Reststoffe aus der firmeneigenen Etikettenproduktion recycelt werden.

## Belege
1. 1 2 3  UPM Finanzbericht 2023. In: upm.com. UPM, 1. Februar 2024, abgerufen am 8. April 2024.
2. ↑  
UPM-Kymmene 1996. (PDF) UPM-Kymmene Oyj, 23. Januar 2004, archiviert vom Original (nicht mehr online verfügbar) am 26. Mai 2015; abgerufen am 19. Juni 2017 (englisch, Vorläufer der UPM-Kymmene Oyj).
3. ↑  Die 10 größten Papierhersteller weltweit. Deutscher Drucker, Fachmagazin für die Druck- und Medienindustrie sowie alle angrenzenden Bereiche, abgerufen am 31. August 2020.
4. ↑  
Ulrich Stock: Kyllä, se Augsburgin firma ostetaan! Verkaufen. Die Zeit, 6. Dezember 2001, abgerufen am 19. Juni 2017 (Presseartikel über den Verkauf von Haindl an UPM-Kymmene): „In der bayerischen Firma Haindl, Deutschlands größtem Papierhersteller, bestimmen seit dem 1. Dezember die Finnen. Lehrstück über ein außergewöhnliches Familienunternehmen in Zeiten der Globalisierung.“
5. ↑  
UPM acquires Myllykoski. (PDF) UPM, 21. Dezember 2010, abgerufen am 20. Juni 2017 (englisch): „UPM has signed an agreement to acquire Myllykoski, consisting of Myllykoski Corporation and Rhein Papier GmbH“
6. ↑  Foo Yun Chee: EU clears Finnish deal for UPM to acquire Myllykoski. Reuters, 13. Juli 2011, archiviert vom Original (nicht mehr online verfügbar) am 27. September 2013; abgerufen am 14. Juli 2011 (englisch).
7. ↑  Paper News. UPM, 31. August 2011, archiviert vom Original (nicht mehr online verfügbar) am 13. Dezember 2013; abgerufen am 31. August 2011 (englisch): „UPM plans to reduce 1.3 million tonnes of paper in Europe“
8. ↑  
Kai Oldenburg: Papierfabrik: Investor plant Einstieg. Südkurier, 17. Januar 2012, abgerufen am 23. Januar 2013: „Die Karl-Gruppe aus Innernzell in Bayern will das komplette Gelände in Albbruck kaufen und einen Industriepark errichten.“
9. ↑  Presseportal. Archiviert vom Original (nicht mehr online verfügbar) am 15. Dezember 2012; abgerufen am 25. Oktober 2012.
10. ↑  
Michael Kerler: Papierhersteller UPM: 155 Mitarbeiter verlieren ihre Arbeit. In: Wirtschaft. Augsburger Allgemeine, 17. Januar 2013, archiviert vom Original (nicht mehr online verfügbar) am 13. März 2013; abgerufen am 19. Juni 2017: „Auch in anderen Werken des Konzerns werden Papiermaschinen stillgelegt oder sollen verkauft werden, darunter in Rauma in Finnland und in Docelles in Frankreich. Konzernweit müssen 860 Mitarbeiter um ihren Job bangen“
11. ↑  
Übernahme des UPM Werkes Schwedt durch LEIPA am 1. Juli 2016 erfolgreich vollzogen. Start der Liner-Produktion nach Umbau für das 4. Quartal 2017 angestrebt. In: News. LEIPA Georg Leinfelder GmbH, 1. Juli 2016, abgerufen am 19. Juni 2017: „Das neue LEIPA Werk firmiert zukünftig als LEIPA Werk Schwedt Nord, im logischen Schluss erhält firmiert der bereits bestehende Teil als LEIPA Werk Schwedt Süd.“
12. ↑  
UPM Paper ENA plant Kapazitätsreduzierung bei grafischen Papieren um 305.000 Tonnen in Europa. In: Pressemitteilungen. UPM, 3. November 2016, abgerufen am 5. November 2016.
13. ↑  UPM Finanzbericht 2023. In: upm.com. UPM, 1. Februar 2024, abgerufen am 21. April 2024.
14. ↑  Produktionsstandorte. UPM GmbH, abgerufen am 18. Juni 2023.
15. ↑  Aus für Plattlinger Papierfabrik – Sozialplan steht. 20. Oktober 2023, abgerufen am 30. November 2023.
16. ↑  Heinzel Group baut stillgelegte Papiermaschine in Steyrermühl zur Herstellung von Kraftpapieren für nachhaltige und flexible Verpackungen um., heinzel.com
17. ↑  Klingele und VPK setzen Akzente am Verpackungsmarkt: UPM akzeptiert Kaufangebot für Papierfabrik Stracel.
18. ↑  Martina Reinhardt: UPM schließt Papierfabrik Docelles in Frankreich endgültig. print.de, 22. Januar 2014, archiviert vom Original (nicht mehr online verfügbar) am 2. Juni 2014; abgerufen am 2. Juni 2014.
19. ↑  "Biofore weckt Interesse" In: "The Griffin" – Öffentlicher Brief des CEO Jussi Pesonen
20. ↑  Verlängerung der Produktlebensdauer durch innovatives Denken
21. ↑  "UPM Umwelterklärung 2011"
22. ↑  "Papiere mit EU-Umweltzeichen", 2. Juni 2009 (Memento vom 13. Dezember 2013 im Internet Archive) Druck&Medien, abgerufen am 14. Januar 2013.
23. ↑  "Papiere von UPM Plattling erhalten das EU-Umweltzeichen", 9. Mai 2012 (Memento vom 13. Dezember 2013 im Internet Archive) Druck&Medien, abgerufen am 14. Januar 2013.
24. ↑  "Papiere von UPM Plattling erhalten das EU-Umweltzeichen", 9. Mai 2012 (Memento vom 13. Dezember 2013 im Internet Archive) UPM Pressemeldung, abgerufen am 14. Januar 2013.
25. ↑  "UPM produziert erstes Zeitungsdruckpapier mit EU-Umweltzeichen", 27. September 2012 UPM Pressemeldung, abgerufen am 14. Januar 2013.
26. ↑  "Alle Future Papiere werden mit dem EU-Umweltzeichen ausgezeichnet" UPM Future Paper, abgerufen am 14. Januar 2013.
27. ↑  Hans-Jürgen Klesse: Teil der DNA. (Memento vom 11. Dezember 2013 im Internet Archive) (PDF; 1,7 MB) In: WirtschaftsWoche Nr. 5, vom 1. Februar 2010.

Cargotec |
Elisa |
Fortum |
Huhtamäki |
Kalmar |
Kemira |
Kesko |
Kojamo |
Kone |
Konecranes |
Mandatum |
Metso |
Neste |
Nokia |
Nokian Renkaat |
Nordea |
Orion |
Outokumpu |
Qt Group |
Sampo |
Stora Enso |
Tietoevry |
UPM |
Valmet |
Wärtsilä